# 大阪市立横堤小学校
大阪市立横堤小学校（おおさかしりつよこつつみしょうがっこう）は、大阪府大阪市鶴見区にある公立小学校。
鶴見区の中央部付近の横堤地区を校区とする。大阪市立茨田南小学校より分離する形で、1977年（昭和52年）に開校した。

## 通学区域
- 大阪市鶴見区 鶴見1丁目6番73号-103号、横堤1丁目-3丁目
卒業生は大阪市立横堤中学校に進学する。

## 交通
- Osaka Metro長堀鶴見緑地線 横堤駅 南へ約300m。
- 大阪シティバス 地下鉄横堤バス停